# Parc national Puyehue
Pour les articles homonymes, voir Puyehue.
Le parc national Puyehue est un parc national situé dans la région des Lacs, dans les Andes chiliennes. Il s'étend sur 1 068 km². Le parc est dominé par les volcans Puyehue et Cordón Caulle. Sa faune et sa flore sont similaires à celle de son voisin du sud, le parc national Vicente Pérez Rosales. Une attraction touristique locale est le domaine skiable d'Antillanca.  Avec près de 500 000 visiteurs par année, il est le plus visité des parcs nationaux du Chili.
Il fait partie depuis 2007 de la réserve de biosphère des forêts tempérées humides des Andes australes, avec les parcs nationaux Alerce Andino et Vicente Pérez Rosales.  Il est administré par la Corporación Nacional Forestal.